# 힘내세요 사장님
힘내세요 사장님은 KBS 1TV에서 방송되었던 시사교양 프로그램이다.